# Tartan noir
Se denomina Tartan Noir al género de novela policiaca particular de Escocia. Tiene sus raíces en la literatura escocesa, pero también recibe influencias externas, en especial de autores de hardboiled como James Ellroy.

## Raíces e influencias
El género del Tartan noir se incluye en la tradición de la literatura escocesa, con influencias de la obra de James Hogg Memorias privadas y confesiones de un pecador justificado y de El extraño caso del Dr. Jekyll y Mr. Hyde, de Robert Louis Stevenson, obras que tratan de la dualidad del alma humana, dividida entre el bien y el mal, la salvación y la condenación, etc., temas que también aparecen con frecuencia en las novelas pertenecientes al tartan noir. 
El género también recibe importantes influencias externas, en especial de la novela hardboiled escrita por autores como Dashiell Hammett o Raymond Chandler. Esto es especialmente visible en la obra de Allan Guthrie, aunque también algunas novelas de Ian Rankin tienen ecos de hardboiled. Otras influencias recientes incluyen a James Ellroy, cuyo énfasis en la corrupción policial y social se refleja especialmente en Ian Rankin. También el uso que hace Ed McBain del género de procedimientos policiales tiene influencia en la literatura policiaca escocesa.
Aparte de Estados Unidos, también la literatura policial europea ha influido en la novela escocesa, con más fuerza incluso que en la inglesa. Por ejemplo, pueden encontrarse similitudes entre el Inspector Maigret, de Georges Simenon, que persigue a los criminales sin juzgarlos moralmente, y el Inspector Jack Laidlaw, personaje protagonista de la novela de William McIlvanney Laidlaw. También la crítica social de las novelas de Maj Sjöwall y Per Wahlöö protagonizadas por Martin Beck tienen su reflejo en el Tartan noir.
Con su combinación de descripción de procedimientos policiales y humanismo al estilo de Simenon, la obra Laidlaw de McIlvanney puede ser considerada como la que inaugura el género. Sin embargo, fue la serie de televisión Taggart la que situó la ficción policiaca escocesa en la imaginación popular. Es posible que la serie se inspirase en la novela: ambas comparten escenario (Glasgow) y muestran las investigaciones de la policía de esta ciudad en su intento por resolver crímenes.

## Características
La visión del mundo de las novelas pertenecientes al tartan noir suele ser cínica y desesperanzada, como la de los hardboiled. Muchos de los protagonistas de este género son antihéroes, con los que el lector no tiene necesariamente que simpatizar. Los personajes protagonistas sufren muy a menudo crisis personales en el transcurso de las historias, las cuales a su vez forman parte importante de la trama. Además suelen tener razones personales para mezclarse en los crímenes, ya sea un asunto pendiente, o su sentido del bien y el mal. 

## Crítica
Existe bastante discusión entre la crítica acerca de si el género tartan noir existe realmente como tal, o si ha sido creado por las editoriales con fines comerciales. El propio William McIlvanney ha calificado el género como "ersatz".
Un amplio número de los autores implicados, desde Val McDermid a Ian Rankin, ha dado a los críticos nuevas razones para cuestionar la existencia. Incluso el propio nombre del género es polémico: Charles Taylor ha afirmado que el término contiene un "inconfundible matiz condescendiente": "es una frase como para turistas, sugiriendo que hay algo pintoresco en una ficción hardboiled que proviene de la tierra de los kilt y el haggis."

## Escritores detartan noir
- Lin Anderson
- Christopher Brookmyre
- Alex Gray
- Allan Guthrie
- Stuart MacBride
- Val McDermid
- William McIlvanney
- Denise Mina
- Ian Rankin
- Manda Scott
- Louise Welsh